# Parapiophila calceata
Parapiophila calceata is een vliegensoort uit de familie van de Piophilidae. De wetenschappelijke naam van de soort is voor het eerst geldig gepubliceerd in 1924 door Duda.